# Milíře

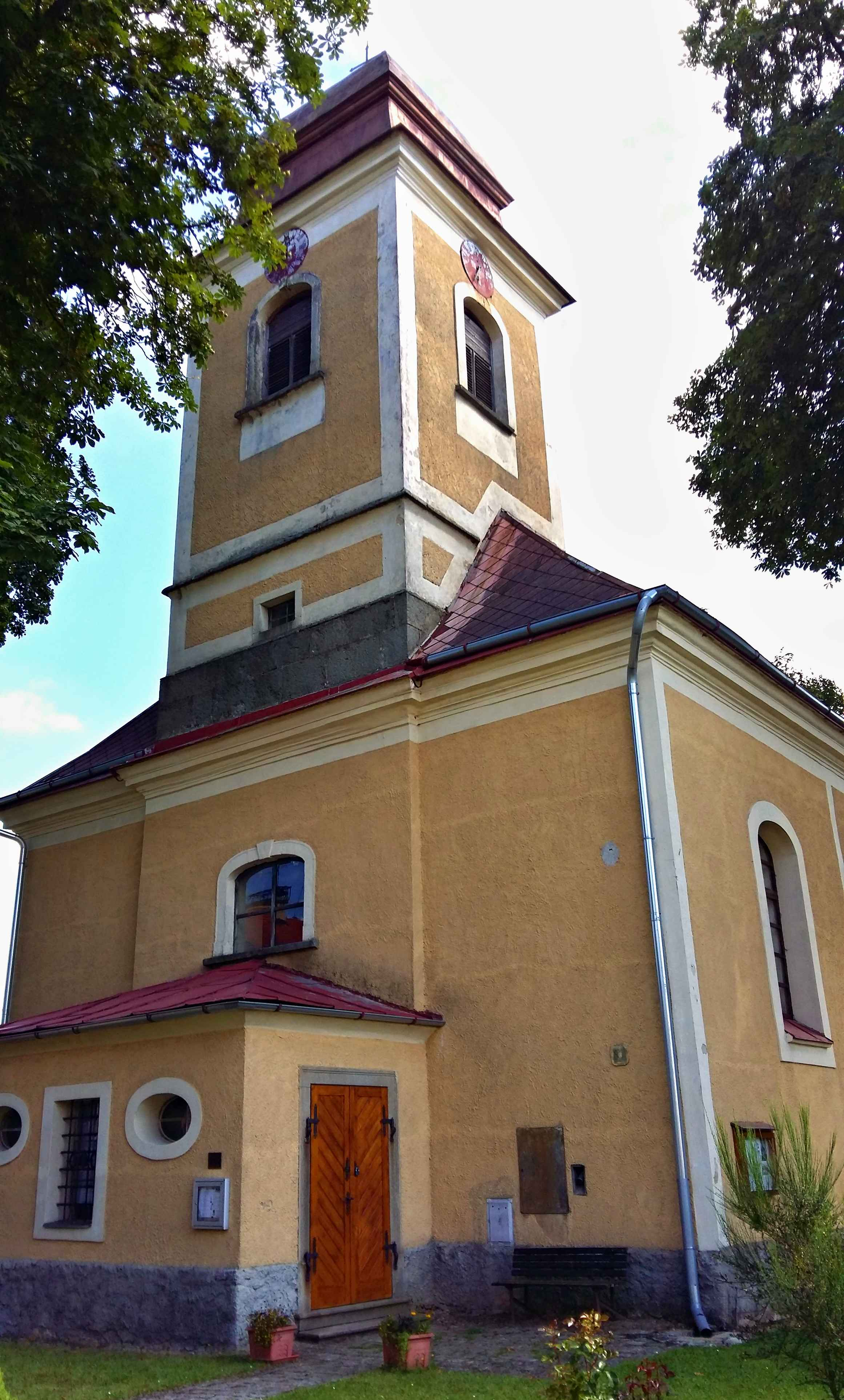
Kirche St. Peter und Paul

Milíře (deutsch Brand, auch Tachauer Brand, Albersdörfer Brand, Brand I) ist eine Gemeinde mit 244 Einwohnern (Stand: 1. Januar 2023)  in Tschechien. Sie liegt sechs Kilometer westlich von Tachov in 635 m ü. M. im Oberpfälzer Wald (Český les) und gehört dem Okres Tachov an.

## Geographie
Im Nordosten der Gemeinde befindet sich der Stausee Lučina, in dem die Mies gestaut wird und an dessen Stelle sich früher die Ortschaft Lučina u Tachova (Sorghof) befand.

## Geschichte
Die erste Erwähnung von Brand stammt aus dem Jahre 1669. Brand war eines der in den Wäldern bei Tachau gelegenen Dörfer, die die „Waldheiseln“ oder in alten Kirchenbüchern auch „ex sylva“ genannt wurden. 
Zur besseren Unterscheidung zum nahegelegenen gleichnamigen Ort wurde die Bezeichnung Tachauer Brand gebräuchlich, während das andere Dorf als Planer Brand bezeichnet wurde. In den Matrikeln der Pfarreien in Purschau und Schönwald wird der Ort auch gelegentlich „Albersdorfer Brand“ genannt. Zu Brand gehörte die bereits 1607 urkundlich erwähnte Albersdorfer Mühle.
Die ersten Waldhäusler-Siedlungen sind bereits einige Jahre nach dem Dreißigjährigen Krieg entstanden. Schon im Jahre 1713 bestand das Dorf aus 35 Häusern, im Jahre 1838 bereits aus 137 Häusern.
Nach der Aufhebung der Patrimonialherrschaften bildete Brand ab 1850 mit dem Ortsteil Girnberg eine Gemeinde im Bezirk und Gerichtsbezirk Tachau.
Brand gehörte bis zum Ende des Ersten Weltkrieges 1918 zur  österreichischen Monarchie. Die Grenze zu Bayern verlief im Westen wenige Kilometer vom Dorf entfernt.
Die Seelsorge aller Waldhäusler-Siedlungen wurde zunächst durch die Dechantei Tachau wahrgenommen. Durch Hofdekret von Kaiser Joseph II. entstand 1785 die Ortsseelsorge Sorghof-Brand und es wurde auf dem Weg nach Mauthdorf in Sorghof eine Notkirche errichtet. Sie erhielt den Franziskusaltar aus dem aufgelösten Franziskanerkloster in Heiligen bei Tachau. 1814 wurde dann in Brand mit der Errichtung einer Pfarrkirche begonnen, der steinernen Peter- und Paulskirche; hinzu kam der Pfarrhof (Nr. 119). 1827 wurde das Schulhaus erbaut, das 1878 um ein Stockwerk ausgebaut wurde. 1874 erhielt auch Girnberg eine Schule.
1938 lebten in Brand einschließlich Girnberg 1.118 Einwohner, die Gemeinde bestand aus 207 Häusern.
Nach dem Münchner Abkommen wurde der Ort dem Deutschen Reich zugeschlagen und gehörte bis 1945 zum Landkreis Tachau. Der Zweite Weltkrieg endete für die Bevölkerung mit dem Einmarsch amerikanischer Truppen, die von der benachbarten bayrischen Grenze her nach Brand und Girnberg vorstießen.
Nach der Vertreibung der deutschen Bevölkerung verfielen viele Gebäude, da sie unbewohnt blieben, wurden sie abgerissen. Milíře und Zadní Milíře wurden zum 1. Juli 1960 nach Lučina eingemeindet. Zum 26. November 1971 erfolgte wegen des anstehenden Talsperrenbaus die Aufhebung der Gemeinde Lučina und die Verlegung des Gemeindesitzes nach Milíře. Am 1. Januar 1980 wurde Milíře nach Halže eingemeindet und zugleich der Ortsteil Lučina offiziell aufgelöst. Mit Beginn des Jahres 1990 wurden Milíře und Zadní Milíře nach Lesná umgemeindet; beide Dörfer lösten sich zum 24. November 1990 wieder von Lesná los und bildeten die Gemeinde Milíře.

## Gemeindegliederung
Die Gemeinde Milíře besteht aus den Ortsteilen Milíře und Zadní Milíře (Girnberg). Grundsiedlungseinheiten sind Lučina (Sorghof), Milíře und Zadní Milíře. Auf den Fluren von Milíře liegt zudem die Wüstung Kamenička (Steinhof).
Das Gemeindegebiet gliedert sich in die Katastralbezirke Lučina u Tachova und Milíře u Tachova.

## Persönlichkeiten
- Hans Dill (* 1887 in Brand bei Tachau; † 1973 in Neuenhain), Politiker (SPD), Reichstagsabgeordneter